# Joss Ackland
Sidney Edmond Jocelyn „Joss“ Ackland (29. února 1928 North Kensington, Spojené království – 19. listopadu 2023) byl britský herec.

## Biografie

### Kariéra
Během své kariéry si zahrál ve více než 130 filmech. Vystudoval školu Central School of Speech and Drama. Kromě filmů se objevil i v hudebních videoklipech, především hudební skupiny Pet Shop Boys.

### Osobní život
Měl za manželku Rosemary Kirkcaldy, se kterou byl ženatý 51 let až do její smrti při nehodě v roce 2002. Měli spolu 7 dětí, které jim dohromady přinesly 32 vnoučat.

## Filmografie
Oku českého diváka mohou být známy tyto filmy:
- Malý princ – 1974, role Král
- Royal Flash – 1975, role Sapten
- Daleká cesta za domovem – 1978, role Černý králík
- Řecký magnát – 1978
- Lady Jane – 1986, role Sir John Bridges
- Sicilián – 1987, role Don Masimo Croce
- Smrtonosná zbraň 2 – 1989, role Arjen Rudd
- Hon na ponorku – 1990, role Andrej Lysenko
- Šampióni – 1992, role Hans
- Není úniku – 1993, role Franklin Hale
- V moci snů – 2000, role Dr.Langer
- K-19: Stroj na smrt – 2002, role maršál Zelencov
- Lara Croft – Tomb Raider: Kolébka života – 2003, role Pieter Van Eckhardt
- Jsem s tebou – 2003, role jednoho z vokálníků